# Edgar Blanchard
Edgar Blanchard (* 17. August 1924 in Grosse Tete, Louisiana; † 16. September 1972 in New Orleans, Louisiana) war ein einflussreicher amerikanischer R&B-Gitarrist und Arrangeur. Er war viele Jahre Bandleader der Gruppe The Gondoliers, die aus namhaften Musikern aus New Orleans bestand.

## Leben
Familie Blanchard zog mit dem jungen Edgar, der damals schon ein talentierter Gitarrist war, von Grosse Tete nach New Orleans. Der Trompeter Frank Mitchell erinnert sich an einen Auftritt mit dem etwa Zehnjährigen in New Sarpy, Louisiana. Im Zweiten Weltkrieg war Edgar als Soldat in Europa stationiert, ab 1945 studierte er Musiktheorie und Arrangement in der Grunewald’s School of Music.
Nach dem Abschluss gründete Blanchard mit dem Schlagzeuger Albert „June“ Gardner, dem Saxophonisten Otis Ducker, dem Pianisten Ed Blackwell und dem Bassisten Steward Davis eine Band, die er in Erinnerung an einen Venedig-Aufenthalt während des Krieges „The Gondoliers“ nannte. Die Gruppe trat in den bekannten Clubs der Stadt auf und überzeugte dabei mit komplexen Arrangements und dem virtuosen Gitarrenspiel des Band-Leaders.
In Percy Stovalls Pelican Club wurden die Gondoliers Hausband. Stovall hatte mit einer Konzertagentur ein zweites Standbein und schloss mit der Gruppe 1948 einen Vertrag als Support-Band für seine Künstler wie Roy Brown oder Chubby Newsome. So kamen die Gondoliers auch zu einem Engagement im Bronce Peacock Club in Houston, Texas, dessen Besitzer Don Robey die Band für sein Label Peacock Records aufnahm: der Creole Gal Blues und She’ll Be Mine after a While präsentieren Blanchard als Gitarrist und als Sänger.
1950 spielten die Gondoliers einige Zeit im Dew Drop Inn in New Orleans, bis Blanchard die Band zugunsten eines Engagements in Roy Browns Band „The Mighty Mighty Men“ auflöste. Durch einige Umbesetzungen stieg Edgar zum Band-Leader auf und arrangierte unter anderem Roys Chart-Hit Hard Luck Blues. Nach einem Streit mit dem Blues-Shouter Brown verließ er die Mighty Mighty Men und versuchte, in Cosimo Matassas J&M-Studio als Session-Musiker Fuß zu fassen, konnte aber den dort bereits etablierten Ernest McLean nicht verdrängen. Frustriert zog sich Edgar für eine Weile aus dem Musikgeschäft zurück.
Der Schlagzeuger Alonzo Stewart überredete Blanchard 1952, die Gondoliers neu zu beleben. Edgar sollte musikalischer, Alonzo geschäftlicher Leiter werden. Dazu wurden mit Warren Hebrard am Tenorsaxophon, August Dupont am Altsaxophon, Edward Santino am Klavier und Frank Mitchell an der Trompete erfahrene Musiker gebeten. Der Saxophonist Lee Allen sprang kurzfristig zugunsten eines Engagements in Paul Gaytens Band ab. Das Debütkonzert der neuen Gondoliers im Hide Away Inn stieß auf ein großes Interesse und führte zu Folge-Engagements in der Perez Lounge und erneut im Dew Drop Inn. Zudem spielten sie als Begleitband auf den Tourneen von Big Joe Turner und Ray Charles.
Als Begleitung wurden Blanchard und die Gondoliers zunehmend auch im Studio eingesetzt. So zeigte sich Edgar für das bekannte Gitarrenintro von Big Joe Turners Honey Hush verantwortlich, für Atlantic Records wurden Professor Longhairs Tipitina, Tommy Ridgleys I’m Gonna Cross the River und Ray Charles’ Feeling Sad eingespielt. Bumps Blackwell, der Produzent bei Specialty Records war, buchte regelmäßig das J&M-Studio und engagierte Blanchard für Sessions mit Little Richard, darunter Hits wie Slippin’ and Slidin’, Ready Teddy und Miss Ann. Bei Specialty konnte Blanchard auch wieder in eigener Sache aufnehmen: Die Titel Mr. Bumps und Stepping High erschienen 1956 auf Specialty 585 und 586. Für Chess Records spielte Blanchard auf Paul Gaytens Driving Home, auf Eddie Bos Oh-Oh und verschiedene Sessions mit Charles Williams, Clarence Henry und Bobby Charles.
1958 nahm Edgar für Ace Records die Instrumentalstücke Let’s Get It und Lonesome Guitar auf, die an Joe Ruffinos Label Ric Records zur Veröffentlichung weitergereicht wurden. Daraufhin arbeitete Blanchard auch als A&R-Manager für Ruffino, seine Arrangements für Eddie Bo, Al Johnson, Tommy Ridgley und Irma Thomas sollten den Sound der Labelfamilie Ric und Ron Records mitprägen. Die Gondoliers nahmen mit Let’s Have a Blast das einzige Album auf, das auf Ric Records erschien. Let’s Have a Blast war ein  Comedy-Album, das eine vierzehnminütige Version von Tom Dooley enthielt, aber die musikalische Kreativität der Band zugunsten der Novelty-Elemente ihrer Live-Performances nicht herausarbeitete.
Zwischen 1960 und 1964 waren die Gondoliers die Hausband im Club Natal’s. Inzwischen hatte sich mit dem Bassisten Frank Fields, dem Saxophonisten Warren Bell und Lawrence Cotton am Klavier die Besetzung nochmals verändert. Nach der Schließung des Natal’s und einigen Wochen in Mobile, Alabama, löste sich die Band auf. 
Blanchard ging in den öffentlichen Dienst und spielte nur noch nebenberuflich Musik. Sein exzessiver Alkoholkonsum machte seiner Gesundheit zu schaffen. Am 16. September 1972 erlag er einem Herzinfarkt.

## Diskografie

### Singles
- 1949 – Creole Gal Blues / She’ll Be Mine after a While, Peacock 1514 (Edgar Blanchard with the Gondoliers)
- 1956 – Mr. Bumps / Ricki-Ticki-Too, Specialty 585 (Edgar Blanchard & his Band feat. Roy Montrell)
- 1956 – Stepping High / Sweet Sue, Specialty 586 (Edgar Blanchard & his Band)
- 1958 – Let’s Get It / Lonesome Guitar, Ric 954 (Edgar Blanchard)
- 1958 – You Call Everybody Darling / Knocked Out, Ric 957 (The Gondoliers)

### Alben
- 1961 – Let’s Have a Blast, Ric RLP-2001 (The Gondoliers)